# 판타지 웹툰 목록

## ㄱ~ㅁ
- 가상&RPG
- 갓핑크
- 검은인간
- 그 판타지 세계에서 사는 법
- 가령의 정체불명 이야기
- 가면무
- 가비왕
- 가슴털 로망스
- 가출천사 육성계약
- 간신이 나라를 살림
- 갈라테아 딜레마
- 갓!김치
- 강남도깨비
- 개밥 먹는 남자
- 검은 마법사 Origin
- 겟라이프
- 격리이물
- 경이로운 소문
- 고류 진
- 고인의 명복
- 괴기목욕탕
- 구원자
- 권번기생 비밀의 기억
- 귀전구담
- 귀환자의 마법은 특별해야 합니다
- 그녀의 소환수
- 그대 마음속의 108요괴
- 그랜드 배틀 토너먼트
- 그리고 소녀가 검을 든다
- 극락왕생
- 기사님을 지켜줘
- 기태류
- 길 잃은 마왕의 딸이 숲속 나무꾼 부려먹는 만화
- 길티액스
- 꽃만 키우는데 너무 강함
- 끝이 아닌 시작
- 나만 보여!
- 나 혼자 네크로맨서
- 나 혼자 만렙 뉴비
- 나 혼자 자동사냥
- 나 혼자만 레벨업
- 나 홀로 로그인
- 나 홀로 버그로 꿀빠는 플레이어(웹툰)
- 나 홀로 주문 사용자
- 나를 바꿔줘
- 나이트 언더 하트
- 나태 공자, 노력 천재 되다
- 난 뭘로 보여?
- 내 여동생은 지상최강의 육병기!!
- 내가 키운 S급들
- 냐한남자
- 네로의 실험실
- 노루
- 내게 게임은 살인이다
- 내일
- 니나의 마법서랍
- 니플헤임
- 다이스
- 더 게이머
- 던전 속 사정
- 데우스 바드 마키나
- 둥굴레차!
- 다크폴
- 달로 만든 아이
- 달빛조각사
- 당신도 보정해 드릴까요?
- 더 라이브
- 더스크 하울러
- 던전 마제스티
- 던전 씹어먹는 아티팩트
- 던전리셋
- 데몬헌터
- 데일리 위치
- 도굴왕
- 도깨비언덕에 왜 왔니?
- 도로시 밴드
- 도를 아십니까
- 도사랜드
- 도와줘요, 이비씨!
- 도태
- 동천 만물수리점
- 두 번 사는 랭커
- 두 번 사는 프로듀서
- 드래곤 에고
- 드림사이드
- 드림캐쳐
- 디스파밍
- 라서드
- 레드 후드
- 레사
- 롤랑롤랑
- 라미레코드
- 랑데부
- 럭키언럭키
- 레벨업 못하는 플레이어
- 레이드
- 로베스의 완전감각
- 리턴 투 플레이어
- 링크보이
- 마녀사냥
- 마법스크롤 상인 지오
- 마키시의 이웃들
- 마검왕
- 마계탈출록
- 마나마나
- 마녀이야기
- 마도
- 맘마미안
- 매지컬 고삼즈
- 메트로놈
- 미라클! 용사님

## ㅂ~ㅊ
- 별똥별이 떨어지는 그 곳에서 기다려
- 보물과 괴물의 도시
- 부활남
- 브레멘 : 도착하지 못한 음악대
- 블랙 베히모스
- 블랙보이
- 빌런투킬
- 사신소년
- 사이드킥
- 서북의 저승사자
- 소울카르텔
- 슈퍼 시크릿
- 신과함께
- 신석기녀
- 심심한 마왕
- 아스란영웅전
- 아이레
- 아테나 컴플렉스
- 안즈
- 애늙은이
- 어글리후드
- 어나더 월드
- 언더클래스 히어로
- 언더프린
- 에이머
- 엑스애쉬
- 열렙전사
- 오즈랜드
- 용사가 돌아왔다
- 이름 없는 가게
- 인생존망
- 잔불의 기사
- 장인의 나라
- 전자오락수호대
- 제로게임
- 제페토
- 천지해
- 초인의 시대
- 취사병 전설이 되다

## ㅋ~ㅎ
- 커튼콜 아래그랑
- 쿠베라
- 크리퍼스큘
- 탈
- 테러맨
- 투신전생기
- 트럼프
- 트롤트랩
- 특수 영능력 수사반
- 판타지 여동생!
- 표준규격전사
- 플레이어
- 플로우
- 피와 나비
- 합법해적 파르페
- 호빵맨 망가
- 후크
- 흔해빠진 세계관 만화
- 히어로 킬러
- 히어로메이커

## 영문·숫자
- 203호 저승사자
- 3P
- 3cm 헌터
- 4000년 만에 귀환한 대마도사
- 4컷 용사
- 66666년 만에 환생한 흑마법사
- 7FATES: CHAKHO
- 99강화나무몽둥이
- Ava's Demon
- BJ대마도사
- BJ엘프의 요리 채널
- Crimson Heart
- DARK MOON: 달의 제단
- Doll 체인지
- FFF급 관심용사
- PANDEMIC
- SSS급 죽어야 사는 헌터

## 같이 보기
- 웹툰 목록
- 로맨스 웹툰 목록
- 판타지 웹툰 목록
- 옴니버스 웹툰 목록